# Psammotettix volgensis
Psammotettix volgensis är en insektsart som beskrevs av Pridantzeva in Razvyazkina och Pridantzeva 1968. Psammotettix volgensis ingår i släktet Psammotettix och familjen dvärgstritar. Inga underarter finns listade i Catalogue of Life.